# Перелік кавалерів Хреста Симона Петлюри (Ж)
Ця сторінка — інформаційний реєстр. Див. також основні статті: Хрест Симона Петлюри та Перелік кавалерів Хреста Симона Петлюри.
В алфавітному порядку представлені всі відомі кавалери Хреста Симона Петлюри, чиї прізвища починаються з літери «Ж».
| № | Фото | Ім'я                   | Дата народження | Місце народження                                             | Дата смерті       | Місце смерті | Звання | Підрозділ                                  | № ордена |
| - | ---- | ---------------------- | --------------- | ------------------------------------------------------------ | ----------------- | ------------ | ------ | ------------------------------------------ | -------- |
| 1 |      | Жир Василь Дорофійович | 1899            | Хандаліївка, Павлоградський повіт, Катеринославська губернія | 22 листопада 1921 | Базар        | козак  | 4-та Київська дивізія                      | 2176     |
| 2 |      | Журжа Ілько Григорович | 20 липня 1891   | Добровеличківка                                              | 5 травня 1982     | Філадельфія  | Сотник | Запорозький полк ім. Богдана Хмельницького | 3407     |